# Східноафриканська кампанія (Друга світова війна)
Східноафриканська кампанія — серія битв між збройними силами Італії та Британської імперії (а також її домініонів та союзників) в Східній Африці під час Другої світової війни. Ця кампанія була частиною Африканського театру військових дій.

## Сили сторін

### Італія

#### Сухопутні війська
Італійська армія у Східній Африці являла собою відрізану від цивілізації військову структуру, що складалась переважно з тубільних військ, так званих аскарі, запті та дубатів. Такі підрозділи, проте були добре озброєні та укомплектовані, перебували повністю під керуванням та командуванням італійських офіцерів. Були присутні і європейські частини, що складалися з італійців (наприклад 65 піхотна дивізія «Гренадери Савої»). Всі італійські сухопутні війська були поділені на так звані військові сектори: Північний, Південний, Східний та Гьюба. Загальне командування військами здійснював віцекороль Східної Африки Амадей Савойський, герцог Аостський.
Нижче наведено список підрозділів італійської армії в Східній Африці на червень 1940 року, розділений за військовими секторами.
Північний сектор
- 3-я колоніальна піхотна бригада
- 4-а колоніальна піхотна бригада
- 5-а колоніальна піхотна бригада
- 6-а колоніальна піхотна бригада
- 8-а колоніальна піхотна бригада
- 12-а колоніальна піхотна бригада
- 16-а колоніальна піхотна бригада
- 19-а колоніальна піхотна бригада
- 21-а колоніальна піхотна бригада
- 22-а колоніальна піхотна бригада
- 41-а колоніальна піхотна бригада
- вісім батальйонів чорносвиточників
- шість колоніальних піхотних батальйонів
- два колоніальних кавалерійських батальйони
- інші допоміжні підрозділи

Дві колоніальні піхотних бригади були на стадії формування (42 та 43).
Південний сектор
- 1-а колоніальна піхотна бригада
- 9-а колоніальна піхотна бригада
- 10-а колоніальна піхотна бригада
- 18-а колоніальна піхотна бригада
- 23-я колоніальна піхотна бригада
- 25-а колоніальна піхотна бригада
- інші допоміжні підрозділи

Дві колоніальні піхотних бригади були на стадії формування (85 та 86).
Східний сектор
- 40-а піхотна дивізія «Мисливці Африки»
- 65-а піхотна дивізія «Гренадери Савої»
- 2-а колоніальна піхотна бригада
- 7-а колоніальна піхотна бригада
- 11-а колоніальна піхотна бригада
- 13-а колоніальна піхотна бригада
- 14-а колоніальна піхотна бригада
- 12-а колоніальна піхотна бригада
- 15-а колоніальна піхотна бригада
- 17-а колоніальна піхотна бригада
- дві роти легких танків
- дві роти середніх танків
- рота бронеавтомобілів
- сім колоніальних кавалерійських батальйонів
- інші допоміжні підрозділи

Одна колоніальна піхотна бригада була на стадії формування (70-а).
Сектор Гьюба
- 20-я колоніальна піхотна бригада

Решта з'єднань були на стадії формування: 91-а та 92-а колоніальні піхотні бригади, кілька піхотних та кавалерійських батальйонів з колоніальних військ.

### Велика Британія
До участі в кампанії, за винятком безпосередньо британських сил були залучені численні війська Британських колоній та країн Британської Співдружності: Судану, Британського Сомалі, Британської Східної Африки, Індії, ПАС, Північної Родезії, Південній Родезії, Ньясаленда, Нігерії, Золотого Береги, Сьєрра-Леоне та Гамбії. Крім того, в кампанії брали участь частини з Британського мандата в Палестині. До британських військ також приєдналися ефіопські нерегулярні війська, сили Вільної Франції та Вільної Бельгії.

## Хід бойових дій

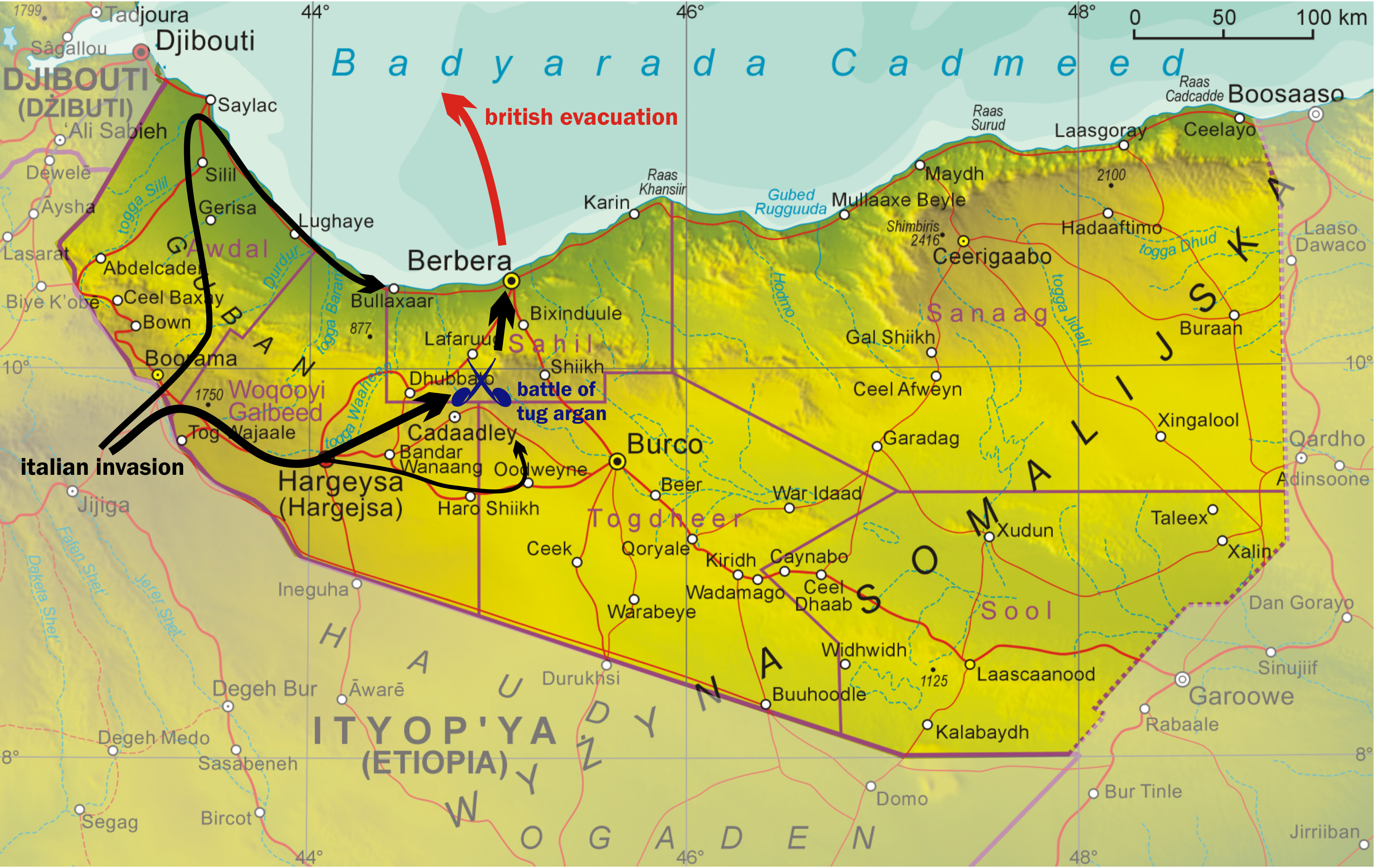
Італійське вторгнення в Британський Сомаліленд, серпень 1940 року.

### Італійське вторгнення в Британський Сомаліленд
Коли Італія вступила в червні 1940 року в Другу світову війну на боці Німеччини, італійські війська не були готові до тривалої війни в Північній та Східній Африці. Зважаючи на ці обставини італійський диктатор Беніто Муссоліні наказав обмежуватися тільки невеликими наступальними операціями на території вздовж кордонів італійських володінь з Єгиптом, Суданом та Кенією.
Пізніше, в кінці червня, Амадей Савойський, герцог Аостський, генерал-губернатор та віцекороль Італійської Східної Африки, переконав італійське Верховне Головнокомандування (Commando Supremo) почати підготовку до завоювання Британського Сомаліленду. Король Італії Віктор Емануїл III та Муссоліні зрештою погодилися з Амадеєм, і початок наступу було заплановано на початок серпня 1940 року.
19 серпня італійці вступили в Берберу, а потім стали просуватися на південь уздовж узбережжя, щоб завершити завоювання Британського Сомаліленду. Британська колонія була приєднана до Італійської колоніальної імперії як частина Італійської Східної Африки.
Британський Сомаліленд залишався частиною Італійської Східної Африки протягом кількох місяців. У березні 1941 року 1/2-й пенджабський полк та 3/15-й пенджабський полк висадилися на його узбережжі з Адена та зайняли його територію.
Одним з важливих наслідків кампанії, як писав журнал Time, була «велика втрата престижу англійців, особливо серед арабів».

### Битва при Керен

Наступ союзників в 1941 році

Місто Керен посідало стратегічно важливе положення в Італійської Еритреї, прикриваючи з півночі як її столицю Асмару, так і порт Массауа.
У січні 1941 року британські війська почали наступ на Еритрею з території Судану, і 1 лютого взяли Агордат, а мобільні сили під командуванням полковника Френка Мессерві перейшли до переслідування італійських військ, що відступили від Агордата до Керену. Керен не мав оборонних укріплень, але був оточений гранітними скелями, і дорога Агордат — Керен проходила вузькою ущелиною між високих гір. Командувач італійської 2-й дивізії колоніальних військ генерал-лейтенант Ніколанджело Карнімео скористався умовами місцевості на підступах до Керена для організації оборони.
В ході битви італійці зазнали поразки. Уцілілі італійські частини відступили до Аді Текелезан, але позиції для оборони там були менш зручними, ніж під Кереном, і 1 квітня 1941 року вони також капітулювали. Це дало можливість британським частинам зайняти Асмера та Массауа.

### Битва при Гондері
Битва при Гондері (італ. battaglia di Gondar, англ. battle of Gondar) — битва, що відбувалося в районі Гондер в Ефіопії (Амхара) в листопаді 1941 року між італійськими та англо-ефіопськими військами. Ця битва завершила військові дії в Східній Африці.
Хоча великомасштабні бойові дії завершилися до кінця 1941 року, італійці продовжували партизанські дії в Сомалі, Еритреї та деяких районах Ефіопії до кінця 1943 року, коли інформація про капітуляцію Італії досягла останніх із партизаном.